# سیارک ۱۶۶۴۶
سیارک ۱۶۶۴۶ (به انگلیسی: 16646 Sparrman، نامگذاری:1993SJ5) شانزده هزار و ششصد و چهل و ششمین سیارک کشف شده‌است که در ۱۹ سپتامبر ۱۹۹۳ کشف شد.
قدر مطلق سیارک برابر ۲۹.۵ است.